# 富田地区 (四日市市)
富田地区（とみだちく）は、三重県四日市市北部の地区。旧三重郡富田町だった地域である。「富田地区連合自治会」を構成している。
東側は伊勢湾沿いの富田漁港と四日市港と霞地区の第3四日市コンビナートが隣接する。北東方面は富洲原地区に、北西方面は大矢知地区に、南側は羽津地区に隣接する。

## 地区範囲
- 富田1丁目〜4丁目
- 富田栄町
- 富田浜町
- 富田浜元町
- 東富田町
- 東茂福町
- 南富田町
- 大字茂福
- 茂福町

## 概要
- 朝明郡富田村が1889年（明治22年）に成立（1896年（明治29年）に朝明郡・三重郡の合併により三重郡所属に変更）。1912年（明治45年）に町制施行して富田町となり、1941年（昭和16年）に四日市市に編入された。
- 古代期は美田として有名であった。伊勢湾沿いの漁師町で、富田港での捕鯨などの漁業が反映して、現在でも続いている老舗企業の網勘製網（現在のアミカン）・田村紡績（かつて存在した製網会社）・大野紡績（かつて存在した製網会社）などの漁網を製造する繊維産業が盛んであった。若い女性の大部分が富田地域の中小製網会社や平田紡績に勤務して、地元の製網会社が富田地区の経済や住民の生活を支えていた。
- 江戸時代に東海道五十三次の桑名宿と四日市宿の「間の宿」として栄えていて、東海道富田の一里塚がある。「その手は桑名の焼き蛤」と呼ばれた桑名の焼き蛤は、実際は桑名藩であった「富田の焼き蛤」の事であり、富田立場が設置されて売店で蛤を売っていた。美田であった事から富田となり、代々伊藤勘作を襲名している伊藤家が経営する網勘製網での漁網製造や東富田町では「花かつを」の製造が盛んであった歴史があり、四日市市北部の中心地である。
- 1899年（明治32年）創立の三重県第二中学校から続く三重県立四日市高等学校がある。太平洋戦争中の四日市空襲の被害がなかった都市部である。
- 大字茂福には、富田文化幼稚園があり、付近の十四川の堤防沿いの桜並木は花見の名所である。東富田町には塩役運河跡地の水と緑のせせらぎ広場と史跡である老松の富田の一本松がある。
- 富田地区の祭礼として、富田の鯨船行事がある地域で国の重要無形民俗文化財に指定されていて富田漁港ではかつて捕鯨が行われていた。
- 「富田」の意味は、「飛田」が変換して富田となったもので古代史の古事記で有名な「日本武尊の白鳥伝説」を由来とする地名である。
- 富田地区の富田浜町は富田浜駅を下車して富田浜海水浴場で泳ぐ別荘地として発展してきた。富田浜病院と富田浜看護婦学校が所在しており、上皇后美智子の実家（日清製粉グループ本社）正田家の別荘が、所有者が替わっているものの現存している。
- 富田山城有料道路が羽津地区との境界になっている。第3四日市コンビナートがある霞ヶ浦人工島の北半分は富田地区で四日市港の一部で霞ヶ浦コンテナ埠頭となっている。
- 面積は4.41 km2

1. 朝明郡富田村時代 -（1889年（明治22年）→1896年（明治29年））
2. 三重郡富田村時代 -（1896年（明治29年）→1912年（大正元年））
3. 三重郡富田町時代 -（1912年（大正元年）→1941年（昭和16年））
4. 1941年（昭和16年）に四日市市に編入されて四日市市富田地区となる。

- 東洋紡績（東洋紡績富田工場）・三幸毛糸紡績富田工場などの紡績工場や東海銀行富田支店・百五銀行富田支店などの銀行の金融機関は、富田地区周辺の富洲原地区や大矢知地区に立地していても「富田店」や「富田工場」と命名されていた。 近鉄富田駅前商店街と接続する富田中央通り商店街とJR富田駅に接続する通路の通りとして富田中町商店街が形成された。茂福地区や西冨田町では商業化や宅地化が進んだ。大矢知地区から富田地区に富田栄町が編入された。

- 三岐鉄道と接続する近鉄富田駅は急行停車駅である。四日市市の都市計画では富田地区を副都心としている。近鉄富田駅の西側の住宅地を買収して近鉄富田駅西口駅前広場が設置された。JR富田駅も国鉄時代は、「紀州」や「かすが」などの急行が停車する駅だった。
- 四日市市北部の中心地で茂福地区には、富田文化幼稚園があり、富田駅付近の十四川の堤防沿いの桜並木は花見の名所である。東富田町には塩役運河跡地の水と緑のせせらぎ広場と史跡で老松の富田の一本松がある。
- 富田地区の祭りは富田の石取祭と鳥出神社の鯨船行事がある。国の重要無形民俗文化財に指定されている。中世期に南部氏の富田城と朝倉氏の茂福城が築かれて、戦国時代に北勢四十八家の領主として富田地域の統治を行い、赤堀氏などとの茂福合戦を展開していたが、織田信長の伊勢侵攻で富田城と茂福城が落城して南部氏の一族と朝倉氏の一族が滅亡した。「富田」の意味は、「飛田」が変換したもので古事記の「日本武尊の白鳥伝説を由来とする地名である。
- 富田浜町には富田浜海水浴場と富田浜駅周辺が観光地として開発されて、上皇后美智子の実家（日清製粉グループ本社）正田英三郎の別荘がある別荘地として有名だった。富田浜病院と付属学校の富田浜看護婦学校も存在した。
- 富田山城有料道路が富田地区と羽津地区の南側の境界線である。霞ヶ浦地区を埋め立てた人工島にある四日市コンビナートの北半分は富田地区であり、四日市港管理組合が所有する四日市港ポートビルと四日市港の施設の霞ヶ浦コンテナ埠頭となっている。

## 自治会構成
富田地区は浜地区・高地区・茂福地区の3つの地区で構成されている。人口は約11500人である。浜地区は漁業が盛んだった下町地域。高地区は商業が盛んな四日市市北部の中心市街地で開発地域。茂福地区は農業地域で住宅地である。

### 高地区
- 富田一丁目（町名）

1. 東古川町自治会
2. 西古川町自治会
3. 富田南町自治会
4. 北村町第2自治会の一部

- 富田二丁目（町名）

1. 代官町自治会
2. 富田宮町自治会
3. 富田中町自治会の一部

- 富田三丁目（町名）

1. 富田西町第一自治会の一部
2. 富田西町第二自治会
3. 富田西町第三自治会東
4. 富田西町第四自治会
5. 富田西町第五自治会
6. 富田中町自治会の一部

- 富田四丁目（町名）

1. 富田西町第三自治会西
2. 富田西町第一自治会の一部

- 丸の内町（町名）

1. 丸の内町1区（町名と自治会）
2. 丸の内町2区（町名と自治会）
3. 丸の内町3区（町名と自治会）

- 富田栄町（町名）

1. 富田栄町第一自治会（一部大字茂福を含む）
2. 富田栄町第二自治会

### 浜地区
- 東富田町（町名）

1. 旭町自治会 - 自動車道である。
2. 新町一区自治会 - 提灯櫓の絵柄は、天神町自治会と同じく紋章である。新興の町なので真似る事にして無難に選んだ。
3. 新町二区自治会 - 提灯櫓の絵柄は、天神町自治会と同じく紋章である。新興の町なので真似る事にして無難に選んだ。
4. 蛭子町自治会 - 提灯櫓の絵柄は、建武中興の武者の絵である。楠木正行の如意輪堂、新田義貞の稲村ヶ崎、楠木正成と楠木正行父子の桜井の駅の別れ、後醍醐天皇を背負う船上山の名和長年の絵柄がある。
5. 天神町自治会 - 提灯櫓の絵柄は、紋章のマークである。左三つ巴、上が藤の二紋の組み合わせである。
6. 中川町自治会 - 提灯櫓は忠臣蔵の絵柄である。大石内蔵之助と吉良上野介、雪の吉良邸庭園における清水一学の二刀流、赤垣源蔵徳利の別れ、神崎与五郎堪忍の図、村上喜剣と大石内蔵助、赤穂城の明け渡し、松の廊下の刃傷事件の芝居の絵柄がある。
7. 北魚町自治会 - 提灯櫓の絵柄は、近江八景である。比良の暮由紀、矢橋の帰帆、石山の秋月、瀬田の夕照、三井の晩鐘、堅田の落雁、唐崎の夜雨・粟津の晴嵐の絵柄がある。
8. 富田本町自治会 - 自動車道である。
9. 寺町自治会 - 提灯櫓の絵柄は、平安時代末期の治承・寿永の乱（源平合戦）の時代の武者絵である。巴御前、源義経、那須与一、石橋山の合戦、佐々木と梶原の宇治川の戦いの先陣争い、熊谷直実が平敦盛を打ち取る、鎮西八郎為朝などの人々や逸話が色鮮やかに描かれている。
10. 南魚町自治会 - 提灯櫓の絵柄は日本書紀の日本武尊である。熊曽の兄建、景行天皇も御世、日本武尊の尊号、伊勢皇太神宮に参拝、土賊ら狩猟中に危害を加える、東夷が火を原野に放つ、伊吹山の山神の毒気で病気となり、伊勢国で死去の提灯の順番である。
11. 城町自治会 - 提灯櫓は南納屋町と同じ賤ヶ岳の七本槍の絵柄である。
12. 片町自治会 - 提灯櫓の絵柄は南納屋町と同じ賤ヶ岳七本槍である。
13. 北納屋町自治会 - 提灯櫓の絵柄は中納屋町と同じ七福神である。
14. 中納屋町自治会 - 提灯櫓は七福神の絵柄である。大黒天、蛭子、毘沙門、弁財天、福禄天、寿老人、布袋の順番である。
15. 南納屋町自治会 - 提灯櫓の位置は他の東富田町の自治会のように中横町に沿わず、国道1号線に面して建立されている。絵柄は賤ヶ岳の七本槍の武者絵である。左から加藤清正・脇坂安治・片桐且元・加藤嘉明・平野長泰・福島正則・糟屋武則の順番である[1]。

### 茂福地区
- 大字茂福（町名）

1. 茂福北の町自治会の一部
2. 北村町第三自治会
3. 北村町第四自治会
4. 北村町第五自治会
5. 富田栄町第一自治会の一部
6. 北鵤第一自治会
7. 北鵤第二自治会
8. 北鵤第三自治会
9. 北鵤第四自治会
10. 四五六町自治会

- 茂福町（町名）

1. 茂福北の町自治会の一部
2. 茂福西の町自治会
3. 茂福中の町自治会
4. 茂福東の町自治会
5. 茂福南の町第一自治会
6. 茂福南の町第二自治会

- 東茂福町（町名）

1. 東茂福町第一自治会
2. 東茂福町第二自治会

- 富田浜元町（町名）

1. 浜元町北部自治会
2. 浜元町南部自治会

- 富田浜町（町名）

1. 富田浜北部自治会
2. 富田浜中部自治会
3. 富田浜南部自治会

- 南富田町（町名）

1. 北村町第一自治会
2. 北村町第二自治会
3. 茂福北の町自治会の一部[2]

### 富双
- 富洲原地区の富田一色町から東富田町地先の四日市市が所有していた公有の水面が埋立てられて、1968年（昭和43年）に完成した新しい町である。造船所がある。四日市港管理組合が1999年（平成11年）から整備を進めてきた「海の見える公園」とした富双緑地が2007年（平成19年）3月に完成した。東富田町から歩道橋で国道23号の名四国道を横断した場所にあり、四日市港の駐車施設がある。四日市花火大会と釣りのスポットである。地名の由来は、富洲原地区から）富田地区の2地区にまたがることから、富を二つとって双子の意味から富双と名付けられた[3]。

### 富田漁港
富田浜町 - 富田浜元町 - 東富田町に富田漁港があり、富田浜地区は木造家屋が多くて、漁師町の面影がある。昭和40年代は漁師が400人以上いた。四日市漁協富田支所の正組合員は現在14人。富田浜海水浴場はコンクリート堤防に変わった。

## 自然

### 公園
- 富田中公園
  - 元富松山連光寺ゆかりの跡地で、これを有効活用する目的で四日市市が公園として住民に開放される事となり、2004年（平成16年）11月に公園の造成工事が開始されて、2005年（平成17年）3月15日に公園が完成をした。今ではバザー会場や盆踊り会場などで幅広く活用されている。総面積は2060平方mである[4]。

### 河川
十四川
源流は垂坂・大矢知・斎宮など山の谷地帯や田んぼの丘から北鵤村の西側を流れて、以前は丸の内を北側へ、北村町を南側へ迂回蛇行していたが、明治37年度の改修で、現在の川ルートとなり、小字四五六で大矢知の朝明川の右岸より取水した茂福用水路と合流して、小字丸の内小字北若宮（北村）・小字伊勢田（北村）・小字浜田（富田浜元町）を流れて伊勢湾へ流れる。十四川の名称は、途方川→頓々→富田川→十志川→十四川と改称してきた。
茂福前川
源流は羽津用水と茂福用水である。各田園に溝川があり、溝川の排水路を御蔵川と呼び、別名は波浪川と呼ばれた。大字茂福の前川は、字外新起（富田浜元町）の砂浜洲の低地（茂福ドエ）から富田漁港と四日市港と富田浜海水浴場跡地の伊勢湾へ流れる。
富田西町の河川
大矢知村の田園地帯の排水路であり、小字川成立（富田西町）・小字北八幡（富田西町）・小字流下（富田中町）・小字中塩役（富田中町）を流れて、豊富川（せせらぎ公園）にそそいでいる。

## 富田文化幼稚園

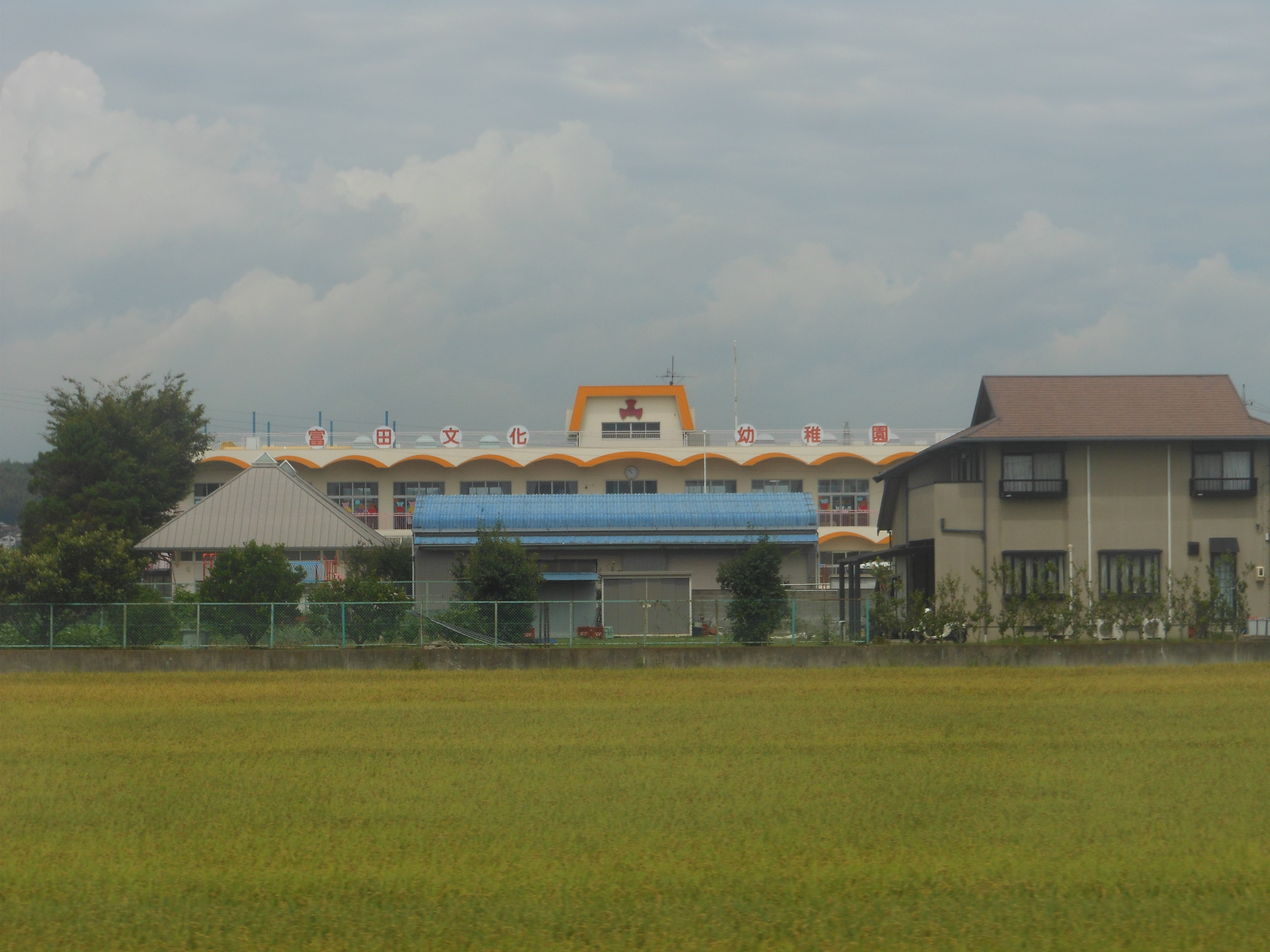
富田文化幼稚園

富田文化幼稚園（とみだぶんかようちえん）は、大字茂福に所在する私立幼稚園。1960年（昭和35年）5月開園。姉妹校に、設置者を同じくする羽津文化幼稚園がある。
健康増進のためのはだし教育・はだか教育の実践や音楽リズムの向上のための鼓笛隊に特色がある。

## 祭り
1. どんど祭り（毎年1月14日に東富田町で開催される）。
2. 十四川桜まつり（毎年4月3日から4月13日までの期間内に十四川の堤防沿いで開催される）。
3. 観音祭り（毎年7月18日に富田浜元町で開催される）。
4. 富田の鯨船行事（毎年お盆の8月14日から8月15日までの期間内に富田1丁目の鳥出神社で開催される）。
5. 富田の石取祭（毎年お盆の8月13日から8月15日までの期間内に富田西町周辺の富田高地区・南富田町となった北村町自治会・茂福地区の茂福町で開催される）。